# 木村一八
木村 一八（きむら かずや、1969年〈昭和44年〉11月17日 - ）は、日本の俳優。大阪府堺市堺区生まれ。大阪府摂津市出身。身長181cm。2023年10月より所属事務所は若山企画。
吉本興業、Power M、JAPAN STAGEを経て、2020年4月より所属事務所ミライピクチャーズジャパンで活動していた。

## 来歴・人物
漫才師の横山やすしの長男として生まれる。兄妹は妹が二人おり、長女は一般人、次女は漫才師「さゆみ・ひかり」の木村ひかり（異母妹）。
名前の由来は、父のやすしが「“人生一か八かや!”ということで名付けた」、「1と8でカブ（おいちょかぶ）だから」、やすしがきよしとコンビを組んだのが8人目で、「男子は七回転んで八回起き上がって初めて一番」など様々な説があったが、本人が語ったところによると、父から「人生で、何か一つでも自慢できるものを持て」という願いから、歌舞伎の十八番に掛けて名付けられたものだという。
2歳の時に両親が離婚したため、物心ついた時には母親や祖母とともに実家のある静岡県浜松市で過ごしていた。
やすしとは全然会ってなかったが、経済的な理由で10歳のときに親権がやすしに移り、そこで初めてやすしと接し、一緒に過ごすようになる。
摂津市立第四中学校在学中の1983年に『やすきよの笑って日曜日』でテレビ初レギュラー出演。14歳で芸能界デビューする。
1984年、やすしが主演した『唐獅子株式会社』で映画デビューする。

### 「やすしの息子」から人気タレントへ
幼少の頃よりバラエティ番組にたびたび出演する。多くが父と共演であった。『花王名人劇場』などで西川きよしの次男・西川弘志（後に『毎度おさわがせします』パートII、ニッポン放送『一八と弘志クン』でも共演）とコンビで漫才を披露したり、パソコンのテレビCMに出演した。中学校卒業後に芸能界入りし、父と同じく吉本興業に所属。テレビドラマの『毎度おさわがせします』（1985年、TBS）の主役に抜擢され、中山美穂と共演。一躍アイドルとして人気者となる。
やすしは「親の七光りでも何でも使ったらいい」と公言していたが、「人気芸人の息子」という背景だけではなく、恵まれた風貌や不良っぽい言動などで、人気・知名度ともに一気に高まった。映画『シャコタン☆ブギ』の主役に抜擢されるなど、吉本興業としても若手俳優として飛躍の機会を得た木村に期待を寄せていた。
1986年1月、シングル「オレたちだけの約束」（フォーライフ・レコード）で歌手デビュー。オリコン週間チャート最高位8位を記録、『ザ・ベストテン』の“今週のスポットライト”のコーナーにも出演した。

### 運転手暴行事件、吉本興業との契約解消
1988年11月25日、俳優として順風満帆だった19歳の時、タクシー運転手に対し一方的に暴行を加え傷害容疑で逮捕。
遊び仲間と飲酒後、六本木の路上でタクシーを停めようとしたが、乗車を拒否され立腹。直後に停車した別のタクシーに八つ当たりをし、車体を傷つけた。
驚いて声をあげた運転手（先に乗車拒否した運転手とは別人）は、一八ではない別の遊び仲間に抗議し、揉めていた。
その運転手が友人よりも体格が大きく、友人に危害が及んでいると思った一八は、運転手に回し蹴りをして暴行を加える。
仲間が嘲笑しながら煽った言葉に高揚、執拗なまでの暴行で運転手を脳挫傷に至らしめた。一八は勝ち誇った表情で「こいつが死んだら俺がムショへ行ったらええんやろっ!大したことあらへん!」と叫び、仲間は歓喜の声を上げ、拍手までしていたとの目撃情報が多数あり、マスコミはそれを報じた。
未成年者の一八が逮捕されたこの事件は、やすしや吉本興業を巻き込むだけに留まらず、社会問題にまで発展した。事件当時の一八は未成年者であり、一般的には少年法により実名報道は避けられるところだが、成人に近い19歳であった事から、マスコミによって実名報道を行うかどうかで対応が分かれた。吉本興業は一八に対し懲戒処分として専属契約を解消、出演中のテレビドラマ『疑惑の家族』から降板させたほか、翌年第2シリーズに出演が決まっていた『はぐれ刑事純情派』のレギュラーからも降板。少年院送致となり、出所後も自粛の姿勢をとった。
一八は1992年にドラマ『十年愛』で俳優として復帰、『おれはO型・牡羊座』などにレギュラー出演するなど活動を広げていたが、1995年2月、アメリカ人の少年への暴行容疑で2度目の逮捕。罰金20万円の略式命令を受ける。

### 吉本興業復帰
2001年、再び吉本興業と専属契約を結び芸能界へ正式に復帰したが、数年後に吉本を離れた。フリーの俳優として活動していた2006年の3月、日本刀を所持していたとして、銃刀法違反で3度目の逮捕となったが、所持していた日本刀が模造刀であったことから、不起訴処分となった。

### 独立
2008年、Power Mに所属、その後、舞台やドラマの出演、自身の波乱万丈な経験を生かし『木村一八のけんか説法』（月刊『CIRCUS』連載、KKベストセラーズ発行）というタイトルで執筆活動も開始。青少年に対する人生相談を受けているほか、社会貢献や地球環境のエコロジー問題にも精力的に関わる活動を始めている。

### 私生活
2024年1月25日に一般人女性と結婚。

## ディスコグラフィ
※すべてフォーライフ・ウィングからの発売

### シングル
1. オレたちだけの約束／悲しみを吹っ飛ばせ（1986年1月18日）
オリコンシングルチャート最高8位（売上枚数：11.1万枚）
ザ・ベストテン最高14位 (1986年2月6日、南野陽子（歌：「さよならのめまい」）と共に「今週のスポットライト」出演
TBS系ドラマ「毎度おさわがせします」（第2シリーズ）挿入歌
2. 輝くおまえ／さよならはサイレンス（1986年4月18日）
オリコンシングルチャート最高55位
3. 漂流記／たった一度のLove song（1987年5月2日）
映画「ウェルター」主題歌

### アルバム
1. KA・JA（1986年3月18日）

## 出演

### テレビドラマ
- 走れ15才!はじめての旅立ち（1984年10月10日、フジテレビ） - 行信
- 毎度おさわがせします（1985年、TBS） - 主演・大沢徹
  - 毎度おさわがせしますII（1985年 - 1986年、TBS）
- 月曜ドラマランド（フジテレビ）
  - 「おさわがせ剣士 赤胴鈴之助」（1985年7月8日） - 主演
  - 「包丁人味平」（1986年8月11日） - 主演・塩見味平
  - 「女だらけ」（1987年7月13日）
- 太陽にほえろ! 第700話「ベイビー・ブルース」（1986年、日本テレビ） - 田島治男
- 金曜女のドラマスペシャル「青き犠牲」（1986年8月15日、フジテレビ）
- 水曜ドラマスペシャル（TBS）
  - 「姐さんたちのララバイ」（1986年10月8日）
  - 「鏡の女」（1987年7月15日）
- なんて素敵にジャパネスク（1986年、日本テレビ） - 高彬
- 月夜のうさぎ（1987年3月7日、NHK） - 大山イサム
- 春のドラマスペシャル「凸凹ポリス物語」（1987年4月1日、日本テレビ）
- 制作2部青春ドラマ班（1987年、テレビ朝日） - 直也
- 新春時代劇スペシャル「次郎長三国志東海道の暴れん坊」（1988年1月3日、テレビ朝日） - 増川仙右衛門
- 火曜サスペンス劇場「女監察医・室生亜季子4 哀しき母子鑑定」（1988年1月19日、日本テレビ）- 下部聖
- 疑惑の家族（1988年、TBS） - 鈴木光夫 ※逮捕されたことにより降板
- はぐれ刑事純情派シリーズ（テレビ朝日） - 新藤一刑事
  - 第1シリーズ（1988年）※第2シリーズへの続投出演が決まっていたが、事件により降板
  - 第10シリーズ 最終話（第26話）「安浦刑事イタリアへ飛ぶ! 殺意のナポリ湾・乗り換えられた女!?」（1997年10月1日）
- 十年愛（1992年、TBS） - 志村浩介
- 読売テレビ開局35周年記念ドラマ「私が殺した男」（1993年9月30日、読売テレビ）
- 月曜ドラマスペシャル（TBS）
  - 「疑惑の結婚」（1994年1月31日） - 順平
  - 「二十六夜参り」（1998年8月17日）
- 春のドラマスペシャル「抱かれてはいけない」（1994年3月22日、朝日放送）
- おれはO型・牡羊座（1994年、日本テレビ） - 津山竜彦
- 教習所物語（1999年、TBS） - 的場
- 伝説のマダム 第5話「障害を越えた愛」（2003年、読売テレビ） - 平井周
- 帝王（2009年、毎日放送） - 原田正次

### バラエティ
- ワールドクイズ ザ・びっくり地球人!（日本テレビ）父・やすしと共にレギュラー出演。
- ザ・ドキュメンタリー 「横山やすし 西川きよし結成50年～初めて明かされる素顔～」（2016年7月7日、BS朝日）
- 人生2択クイズ!あの人今どっち!?（2019年12月30日、フジテレビ）
- スナック 胸キュン1000%　ママこの人つれて来た!～祝！ゴールデン進出 総集編SP～（2020年3月28日、BS12トゥエルビ）
- スナック 胸キュン1000%　ママこの人つれて来た!（2020年4月5日・12日、BS12トゥエルビ）

### ラジオ
- 俺が、木村一八だ（1985年10月7日 - 1986年4月4日、ニッポン放送）5分番組
- 一八と弘志クン（1986年4月7日 - 1986年10月3日、ニッポン放送）10分番組
- 木村一八のギリギリtwist and shut（1986年10月6日 - 1987年10月9日、ニッポン放送）10分番組

### 映画
- 唐獅子株式会社（1983年） - 須磨安輝
- ビッグマグナム 黒岩先生（1985年） - 柿崎進一
- THE MODS 夜のハイウェイ（1985年） - 主演・徹 ※劇場未公開
- シャコタン☆ブギ（1987年、東映） - 主演・コージ
- さらば愛しき人よ（1987年） - 福島哲夫
- 極道の妻たちII（1987年、東映） - 四代目重宗組構成員 深森伸男（ノブ）
- ウェルター（1987年、東宝） - ウェイター
- 泣きぼくろ（1991年） - 水田順公
- 幕末純情伝（1991年、松竹） - 岡田以蔵
- いつかギラギラする日（1992年、松竹） - 角町
- 熱血ゴルフ倶楽部（1994年） - 野々山辰平
- ペインテッド・デザート（1994年） - 主演・ジロー
- 極つぶし（1994年） - 主演・犬神京太郎
- RAMPO（1994年、松竹） - 二枚目俳優
- GONIN（1995年、松竹） - 柴田一馬
- 流れ板七人（1997年） - 高根鉄也
- 野獣死すべし（1997年、大映） - 主演・伊達邦彦
  - 野獣死すべし 復讐篇（1997年）
- FAMILY（2001年） - 三輪隆志
  - FAMILY2（2001年）
- 刀尖  Seven Killings（2023年、日本未公開) - 日本兵 ※2023年11月24日に中国本土で公開された中国映画。撮影は2018年に行われた。

### Vシネマ
- タフ PART Ⅰ-誕生篇-（1990年） - 主演・ジロー
  - タフ PART II-復讐篇-（1991年）
  - タフ PART III-ビジネス殺戮篇-（1991年）
  - タフ PART IV-血の収穫篇-（1991年）
  - タフ PART V-殺しのアンソロジー-（1992年）
- 喧嘩ラーメン（1996年）- 「がんてつラーメン」の客 カズヤ ※カメオ出演、アンクレジット
- キタの帝王〜闇の法廷伝説〜（1996年） - 主演・北帝憲司
- リストラ代紋（1996年） - 主演・鳴海敏
  - リストラ代紋2（1997年）
  - リストラ代紋3（1997年）
- 野良犬2匹に猫1匹（1997年） - 主演・龍二
- ガード・ドッグ（1997年） - 主演・豪徳寺光
- 疵 KIZU 血の黙示録（1998年） - 主演・藤堂一成
  - 疵 KIZU 血の黙示録 2（1998年）
  - 疵 KIZU 血の黙示録 3（1998年）
  - 疵 KIZU 血の黙示録 4（1998年）
  - 疵 KIZU 5 血の鎮魂歌（2001年）
- 日本極道史 誇り高き戦い（1999年） - 主演・加納健治
  - 日本極道史 誇り高き戦い 新たなる抗争（2000年）
- 日本抗争烈島 牙の如く（2001年） - 主演・真壁光秀
- 新・日本の首領（2004年） - 中川組若頭 関根才一
- 銭道（2004年） - 主演・御代清十郎
  - 銭道2 借金地獄抜け道指南（2004年）
  - 銭道3 なにわ金融指南（2004年）
  - 銭道4 男と女の金融講座（2004年）
  - 銭道5 無限連鎖講（2004年）
  - 銭道6 地獄の債権回収 最終章（2004年）
- 甲州プリズン -刑務所-（2005年） - 主演・山川栄治
  - 甲州プリズン2  -刑務所-（2006年）
- 首領がゆく シリーズ（2006年） - 鬼塚慶次郎
  - 首領がゆく（2006年） - 浅草川一家若衆
  - 首領がゆく3（2006年）
- 実録・東声会 初代・町井久之 暗黒の首領（2006年） - 東声会加藤興行幹部 木下陸男
  - 実録・東声会 初代 町井久之 暗黒の首領 完結篇（2006年）
- 極道な月 完結編（2007年） - 高光
- やくざ抗争史 猛友会 西成愚連隊 掃溜めの夢（2008年） - 西成愚連隊 シゲオ
  - やくざ抗争史 猛友会 西成愚連隊2 見果てぬ夢が覚める時（2008年）
- 実録・銀座警察 義侠（2008年） - 港橋一家 芝上信宏（人斬り信）
  - 実録・銀座警察 義侠 完結編（2008年）
- ドリフト7-R- デラックス版（2008年） - 父親
- 野望への挑戦（2009年） - 桂木隆志
  - 野望への挑戦 第二章（2009年）
  - 野望への挑戦 完結編（2009年）
- 九州激動の1520日 新・誠への道（2009年） - 小橋哲也
  - 九州激動の1520日 新・誠への道 第二部（2009年）
  - 九州激動の1520日 新・誠への道 完結編（2009年）
- アウトローズ（2011年） - 主演・木本興業若頭補佐 奈良岡
- リベンジ〜血の報復〜（2011年） - 工藤（刑事）
- 仁義の聖戦〜ジャックナイフ〜（2012年） - 主演・木元組若頭 京極晃
  - 仁義の聖戦 ジャックナイフ〜完結編（2012年） - 主演・風間組木元組若頭
- 凶という名の極道（2012年） - 中井組若頭 和泉
  - 凶という名の極道 第二部（2012年）
  - 凶という名の極道 完結編（2012年）
- 日本統一3（2013年） - 刑事
- 修羅の代償（2013年） - 熊倉
- 代紋の墓場（2015年-2016年、原作：村上和彦）全8作 - 主演・京極鉄次
- 裏門釈放1・2（2017年、原作・制作総指揮：村上和彦）全2作 - 主演・天王寺 稲村組幹部 竜崎栄治
- 極道の門（2018年、原作・製作総指揮・脚本：村上和彦） - 主演・村田龍治
  - 極道の門 第二部（2018年）
  - 極道の門 第三部（2018年）
  - 極道の門 第四部（2018年）
  - 極道の門 第五部（2018年）
  - 極道の門 第六部（2020年）
  - 極道の門 第七部（2020年）
  - 極道の門 第八部（2020年）
  - 極道の門 第九部（2024年）
  - 極道の門 第十部（2024年）
  - 極道の門 第十一部（2024年）
- 組織を震撼させた男1・2（2019年）全2作 - 主演・白川哲人
- 義兄弟1・2・3（2021年）全3作 - 橘鉄也

### CM
- 東芝「パソピアIQ」（1983年 - 1984年） - 父・横山やすしと共演
- 江崎グリコ「カプリソーネ」（1986年）
- ナムコ ナムコット「2001年の大人（クリエイター）達へ」（1986年 - 1987年）

### 舞台
- フェアリー・ムーン 「夏の終わりに」（2013年、TYPES Shakespeare Entertainment）
- ミュージカル『EXODUS』自由への旅立ち   （2025年）

## 受賞歴
1993年
- 第16回日本アカデミー賞 優秀助演男優賞（『いつかギラギラする日』）
- 第5回東京スポーツ映画大賞 助演男優賞

## 著書
- 『カズヤ : 17歳バースディ記念ファーストエッセイ集』徳間ジャパン、1986年12月18日。
- 『父・横山やすし伝説』（2018年2月24日、宝島社、ISBN 978-4800281630）

## 写真集
- 内山澄夫 撮影『Kaja : 木村一八写真集』ワニブックス、1986年6月1日。